# Great Western Main Line
| Maidenhead Railway Bridge über die Themse |                                                |                                        |                                        |
| |                                                |                                        |                                        |
| Streckenlänge: | 190,28 km                                      |                                        |                                        |
| Spurweite: | 1435 mm (Normalspur)                           |                                        |                                        |
| Stromsystem: | 25 kV/50 Hz (London-Paddington – Chippenham) ~ |                                        |                                        |
| Streckengeschwindigkeit: | 200 km/h                                       |                                        |                                        |
| |                                                |                                        |                                        |
| \| \| \| Hammersmith & City Line \| \| \| \| 0,00 \| London Paddington \| London Paddington \| \| \| \| Royal Oak \| \| \| \| \| Subway Junction \| \| \| \| \| Westbourne Park \| \| \| \| \| Hammersmith & City Line \| \| \| \| \| West London Line \| \| \| \| \| Old Oak Common TMD / North Pole Depot \| \| \| \| \| Old Oak Common High Speed 2 \| \| \| \| \| nach Greenford \| \| \| \| \| North London Line \| \| \| \| \| \| \| \| \| 4,25 \| Acton Main Line \| Acton Main Line \| \| \| \| Central Line und District Line \| \| \| \| 5,75 \| Ealing Broadway \| Ealing Broadway \| \| \| 6,50 \| West Ealing \| West Ealing \| \| \| \| Greenford Branch Line \| \| \| \| 7,25 \| Hanwell \| Hanwell \| \| \| \| Wharncliffe-Viadukt \| \| \| \| 9,00 \| Southall \| Southall \| \| \| 10,75 \| Hayes and Harlington \| Hayes and Harlington \| \| \| \| zum Flughafen London-Heathrow \| \| \| \| 13,25 \| West Drayton \| West Drayton \| \| \| 14,75 \| Iver \| Iver \| \| \| 16,25 \| Langley \| Langley \| \| \| 18,50 \| Slough \| Slough \| \| \| \| Slough–Windsor & Eton Line \| \| \| \| 21,00 \| Burnham \| Burnham \| \| \| 22,50 \| Taplow \| Taplow \| \| \| \| Maidenhead Railway Bridge, Themse \| \| \| \| 24,25 \| Maidenhead \| Maidenhead \| \| \| \| Marlow Branch Line \| \| \| \| 31,00 \| Twyford \| Twyford \| \| \| \| Henley Branch Line \| \| \| \| \| Waterloo/North Downs Line \| \| \| \| 36,00 \| Reading \| Reading \| \| \| \| Reading–Plymouth Line \| \| \| \| 38,75 \| Tilehurst \| Tilehurst \| \| \| 41,50 \| Pangbourne \| Pangbourne \| \| \| \| Gatehampton Railway Bridge, Themse \| \| \| \| 44,75 \| Goring & Streatley \| Goring & Streatley \| \| \| \| Moulsford Railway Bridge, Themse \| \| \| \| 48,50 \| Cholsey \| Cholsey \| \| \| \| \| \| \| \| 53,25 \| Didcot Parkway \| Didcot Parkway \| \| \| \| Cherwell Valley Line zur Cotswold Line \| \| \| \| \| Steventon \| \| \| \| \| Steventon \| \| \| \| \| \| \| \| \| \| Wantage Road \| \| \| \| \| Challow \| \| \| \| \| Uffington \| \| \| \| \| Shrivenham \| \| \| \| \| Highworth Branch (nur Güterverkehr) \| \| \| \| 77,25 \| Swindon \| Swindon \| \| \| \| Golden Valley Line \| \| \| \| \| Wootton Bassett (kein Personenverkehr) \| \| \| \| \| South Wales Main Line \| \| \| \| 94,00 \| Chippenham \| Chippenham \| \| \| \| Wessex Main Line \| \| \| \| \| Corsham \| \| \| \| \| Box Tunnel (2939 m) \| \| \| \| \| Box \| \| \| \| \| Bathford Bridge, Avon \| \| \| \| \| Wessex Main Line \| \| \| \| \| Hampton Row Halt \| \| \| \| 107,00 \| Bath Spa \| Bath Spa \| \| \| 108,00 \| Oldfield Park \| Oldfield Park \| \| \| \| Twerton \| \| \| \| \| Saltford \| \| \| \| 114,00 \| Keynsham \| Keynsham \| \| \| \| St Anne's Park \| \| \| \| \| Cross Country Route \| \| \| \| \| St Philips Marsh TMD \| \| \| \| 118,50 \| Bristol Temple Meads \| Bristol Temple Meads \| \| \| \| \| \| \| \| \| Bristol–Taunton Line \| \| |                                                |                                        |                                        |
| U-Bahn-Tunnelende |                                                | Hammersmith & City Line                | Hammersmith & City Line                |
| U-Bahn-Bahnhof · Kopfbahnhof Streckenanfang | 0,00                                           | London Paddington                      | London Paddington                      |
| U-Bahn-Haltepunkt / Haltestelle · ehemaliger Haltepunkt / Haltestelle |                                                | Royal Oak                              | Royal Oak                              |
| U-Bahn-Strecke nach links · Kreuzung mit U-Bahn geradeaus oben · U-Bahn-Strecke von rechts |                                                | Subway Junction                        | Subway Junction                        |
| ehemaliger Haltepunkt / Haltestelle · U-Bahn-Haltepunkt / Haltestelle |                                                | Westbourne Park                        | Westbourne Park                        |
| Strecke · U-Bahn-Strecke nach links |                                                | Hammersmith & City Line                | Hammersmith & City Line                |
| Kreuzung geradeaus unten · Abzweig quer und von links |                                                | West London Line                       | West London Line                       |
| Dienststation / Betriebs- oder Güterbahnhof · Betriebs-/Güterbahnhof Streckenende |                                                | Old Oak Common TMD / North Pole Depot  | Old Oak Common TMD / North Pole Depot  |
| Bahnhof (Strecke außer Betrieb) · ehemaliger Bahnhof |                                                | Old Oak Common High Speed 2            | Old Oak Common High Speed 2            |
| Abzweig geradeaus und nach rechts |                                                | nach Greenford                         | nach Greenford                         |
| Abzweig quer und von rechts · Kreuzung geradeaus unten |                                                | North London Line                      | North London Line                      |
| Strecke nach links · Abzweig geradeaus und von rechts |                                                |                                        |                                        |
| U-Bahn-Strecke von rechts · Haltepunkt / Haltestelle | 4,25                                           | Acton Main Line                        | Acton Main Line                        |
| U-Bahn-Abzweig geradeaus und von links · Kreuzung mit U-Bahn geradeaus unten |                                                | Central Line und District Line         | Central Line und District Line         |
| U-Bahn-Kopfbahnhof Streckenende · Bahnhof | 5,75                                           | Ealing Broadway                        | Ealing Broadway                        |
| Haltepunkt / Haltestelle | 6,50                                           | West Ealing                            | West Ealing                            |
| Abzweig geradeaus, nach rechts und von rechts |                                                | Greenford Branch Line                  | Greenford Branch Line                  |
| Haltepunkt / Haltestelle | 7,25                                           | Hanwell                                | Hanwell                                |
| Brücke |                                                | Wharncliffe-Viadukt                    | Wharncliffe-Viadukt                    |
| Bahnhof | 9,00                                           | Southall                               | Southall                               |
| Bahnhof | 10,75                                          | Hayes and Harlington                   | Hayes and Harlington                   |
| Abzweig geradeaus und nach links |                                                | zum Flughafen London-Heathrow          | zum Flughafen London-Heathrow          |
| Haltepunkt / Haltestelle | 13,25                                          | West Drayton                           | West Drayton                           |
| Haltepunkt / Haltestelle | 14,75                                          | Iver                                   | Iver                                   |
| Haltepunkt / Haltestelle | 16,25                                          | Langley                                | Langley                                |
| Bahnhof | 18,50                                          | Slough                                 | Slough                                 |
| Abzweig geradeaus, nach links und ehemals von links |                                                | Slough–Windsor & Eton Line             | Slough–Windsor & Eton Line             |
| Haltepunkt / Haltestelle | 21,00                                          | Burnham                                | Burnham                                |
| Haltepunkt / Haltestelle | 22,50                                          | Taplow                                 | Taplow                                 |
| Brücke über Wasserlauf |                                                | Maidenhead Railway Bridge, Themse      | Maidenhead Railway Bridge, Themse      |
| Bahnhof | 24,25                                          | Maidenhead                             | Maidenhead                             |
| Abzweig geradeaus und nach rechts |                                                | Marlow Branch Line                     | Marlow Branch Line                     |
| Bahnhof | 31,00                                          | Twyford                                | Twyford                                |
| Abzweig geradeaus und nach rechts |                                                | Henley Branch Line                     | Henley Branch Line                     |
| Abzweig geradeaus und von links |                                                | Waterloo/North Downs Line              | Waterloo/North Downs Line              |
| Bahnhof | 36,00                                          | Reading                                | Reading                                |
| Abzweig geradeaus, nach links und von links · Strecke von rechts |                                                | Reading–Plymouth Line                  | Reading–Plymouth Line                  |
| Haltepunkt / Haltestelle | 38,75                                          | Tilehurst                              | Tilehurst                              |
| Haltepunkt / Haltestelle | 41,50                                          | Pangbourne                             | Pangbourne                             |
| Brücke über Wasserlauf |                                                | Gatehampton Railway Bridge, Themse     | Gatehampton Railway Bridge, Themse     |
| Haltepunkt / Haltestelle | 44,75                                          | Goring & Streatley                     | Goring & Streatley                     |
| Brücke über Wasserlauf |                                                | Moulsford Railway Bridge, Themse       | Moulsford Railway Bridge, Themse       |
| Haltepunkt / Haltestelle | 48,50                                          | Cholsey                                | Cholsey                                |
| Strecke von links · Abzweig geradeaus und nach rechts |                                                |                                        |                                        |
| Strecke · Bahnhof | 53,25                                          | Didcot Parkway                         | Didcot Parkway                         |
| Abzweig geradeaus und von links · Abzweig geradeaus, nach rechts und von rechts |                                                | Cherwell Valley Line zur Cotswold Line | Cherwell Valley Line zur Cotswold Line |
| ehemaliger Haltepunkt / Haltestelle |                                                | Steventon                              | Steventon                              |
| Bahnübergang |                                                | Steventon                              | Steventon                              |
| Bahnübergang |                                                |                                        |                                        |
| ehemaliger Haltepunkt / Haltestelle |                                                | Wantage Road                           | Wantage Road                           |
| ehemaliger Haltepunkt / Haltestelle |                                                | Challow                                | Challow                                |
| ehemaliger Haltepunkt / Haltestelle |                                                | Uffington                              | Uffington                              |
| ehemaliger Haltepunkt / Haltestelle |                                                | Shrivenham                             | Shrivenham                             |
| Abzweig geradeaus und von rechts |                                                | Highworth Branch (nur Güterverkehr)    | Highworth Branch (nur Güterverkehr)    |
| Bahnhof | 77,25                                          | Swindon                                | Swindon                                |
| Strecke von links · Abzweig geradeaus und nach rechts |                                                | Golden Valley Line                     | Golden Valley Line                     |
| Dienststation / Betriebs- oder Güterbahnhof |                                                | Wootton Bassett (kein Personenverkehr) | Wootton Bassett (kein Personenverkehr) |
| Strecke von links · Abzweig geradeaus und nach rechts |                                                | South Wales Main Line                  | South Wales Main Line                  |
| Bahnhof | 94,00                                          | Chippenham                             | Chippenham                             |
| Abzweig geradeaus, nach links und ehemals von links |                                                | Wessex Main Line                       | Wessex Main Line                       |
| ehemaliger Haltepunkt / Haltestelle |                                                | Corsham                                | Corsham                                |
| Tunnel |                                                | Box Tunnel (2939 m)                    | Box Tunnel (2939 m)                    |
| ehemaliger Haltepunkt / Haltestelle |                                                | Box                                    | Box                                    |
| Brücke über Wasserlauf |                                                | Bathford Bridge, Avon                  | Bathford Bridge, Avon                  |
| Abzweig geradeaus und von links |                                                | Wessex Main Line                       | Wessex Main Line                       |
| ehemaliger Haltepunkt / Haltestelle |                                                | Hampton Row Halt                       | Hampton Row Halt                       |
| Bahnhof | 107,00                                         | Bath Spa                               | Bath Spa                               |
| Haltepunkt / Haltestelle | 108,00                                         | Oldfield Park                          | Oldfield Park                          |
| ehemaliger Haltepunkt / Haltestelle |                                                | Twerton                                | Twerton                                |
| ehemaliger Haltepunkt / Haltestelle |                                                | Saltford                               | Saltford                               |
| Haltepunkt / Haltestelle | 114,00                                         | Keynsham                               | Keynsham                               |
| ehemaliger Haltepunkt / Haltestelle |                                                | St Anne's Park                         | St Anne's Park                         |
| Abzweig geradeaus und von links · Strecke von rechts |                                                | Cross Country Route                    | Cross Country Route                    |
| Strecke nach links · Abzweig geradeaus, nach rechts und von rechts · Dienststation / Betriebs- oder Güterbahnhof |                                                | St Philips Marsh TMD                   | St Philips Marsh TMD                   |
| Bahnhof · Strecke | 118,50                                         | Bristol Temple Meads                   | Bristol Temple Meads                   |
| Abzweig geradeaus und von links · Strecke nach rechts |                                                |                                        |                                        |
| |                                                | Bristol–Taunton Line                   |                                        |

Die Great Western Main Line (GWML) ist eine bedeutende Eisenbahnstrecke in Großbritannien. Sie führt vom Bahnhof Paddington in London in westlicher Richtung über Reading, Swindon und Bath nach Bristol. Die GWML war die einstige Hauptstrecke der 1948 verstaatlichten Gesellschaft Great Western Railway. Sie wurde zwischen 1838 und 1841 erbaut.

## Strecke
Auf der GWML verkehren fast ausschließlich Schnell- und Regionalzüge der Gesellschaft Great Western Railway. Schnellzugshaltestellen sind Slough, Reading, Didcot Parkway, Swindon, Chippenham und Bath. Zwischen London Paddington und dem Flughafen London-Heathrow verkehren Schnellzüge von Heathrow Express. Vorortszüge auf dieser Verbindung werden unter der Bezeichnung Heathrow Connect angeboten. Züge von Virgin Trains verkehren auf der Strecke Reading – Didcot, Züge von South West Trains gelegentlich zwischen Bath und Bristol.
Die GWML wurde in den 1970er Jahren für den Verkehr ausgebaut, um die Einführung des High Speed Train HST125 zu gestatten. Zwischen London und Wootton Bassett (Abzweig der South Wales Main Line) beträgt die Höchstgeschwindigkeit auf den beiden Gleisen für den Schnellverkehr 125 mph (201 km/h), von dort bis Bristol 100 mph (161 km/h). Die Strecke ist bis zum Abzweig der South Wales Main Line seit 2020 elektrifiziert. In der Verlängerung über die South Wales Main Line reicht die Oberleitung über den Bahnhof Bristol Parkway seit Juni 2020 bis zum Bahnhof Cardiff Central.

### Zweigstrecken
Züge auf der GWML werden manchmal auf die Bahnstrecke Reading–Plymouth bis nach Westbury umgeleitet. Ab dort verkehren sie weiter auf der Wessex Main Line nach Swindon, Bath oder Bristol. Über Bristol hinaus verkehren einige Züge auf der Bristol–Taunton Line bis Weston-super-Mare oder weiter.
Der Jahresbericht 2007 von Network Rail rechnet folgende Strecken ebenfalls zur Great Western Main Line:
- von Didcot nach Oxford und Worcester über die Cherwell Valley Line und die Cotswold Line
- von Swindon nach Cheltenham über die Golden Valley Line
- von Swindon nach Cardiff und Swansea über die South Wales Main Line
- die Cross Country Route südlich von Birmingham
- alle Zweigstrecken

## Geschichte
Erbaut wurde die GWML unter der Leitung des bekannten Ingenieurs Isambard Kingdom Brunel. Dieser traf zwei kontroverse Entscheidungen: Da er glaubte, eine breitere Spurweite würde die Laufeigenschaften bei hohen Geschwindigkeiten verbessern, wählte er nicht die damals schon übliche Normalspur von 4 Fuß 8½ Zoll (1435 mm), sondern eine Spurweite von 7 Fuß (2140 mm). Außerdem entschied er, die Strecke auf einer direkten Route durch das Tal der Themse zu führen, obwohl es damals in dieser Gegend keine nennenswerten Städte gab.
Der erste Abschnitt der GWML zwischen London und Taplow wurde 1838 eröffnet, drei Jahre später folgte nach dem Durchstich des Box Tunnel der Abschnitt bis nach Bristol. Die Great Western Railway konnte sich mit ihrer Breitspur nicht durchsetzen und 1892 wurde der letzte Abschnitt auf Normalspur umgebaut. In den 1930er Jahren verkehrte mit dem Cheltenham Spa Express der zeitweise weltweit schnellste fahrplanmäßige dampfbespannte Zug über die Strecke. Nach der Verstaatlichung ging die Strecke 1948 in den Besitz von British Rail über. Seit der Privatisierung von British Rail Mitte der 1990er Jahre wird die Strecke hauptsächlich von Zügen der Gesellschaft First Great Western befahren.
Seit November 2022 wird der Abschnitt Maidenhead–Paddington auch von Crossrail befahren, welche via Tunnelstrecke eine Eisenbahnverbindung zur Great Eastern Main Line herstellt.
Eine Elektrifizierung der Great Western Main Line wurde lange geplant und gebaut. Ende 2017 wurde die seit 2010 bis zum Abzweig zum Flughafen Heathrow reichende Oberleitung über Maidenhead und Reading bis Didcot Parkway verlängert. Eine ursprünglich für 2016 bzw. 2017 geplante Elektrifizierung der Gesamtstrecke bis Bristol und der anschließenden South Wales Main Line über Cardiff und Swansea wurde nach Verzögerungen von der Regierung aufgrund von erheblichen Kostensteigerungen auf unbestimmte Zeit verschoben. Dennoch erfolgte die Verlängerung der Oberleitung über die South Wales Main Line nach Bristol Parkway und weiter bis nach Cardiff Central. Eine ursprünglich geplante Elektrifizierung von Cardiff nach Swansea wurde auf unbekannte Zeit verschoben, nachdem die Kosten von 900 Millionen Pfund auf 2,8 Milliarden Pfund gestiegen waren. Im Juni 2020 wurde der elektrische Betrieb zwischen London Paddington und Cardiff Central aufgenommen. Auf der restlichen Strecke der GWML vom Abzweig der South Wales Main Line bis nach Bristol Temple Meads sowie den Zweigstrecken (z. B. nach Oxford) wird im Dieselbetrieb gefahren, teils mit Elektro-Diesel-Hybridtriebzügen der Class 800 und seit 2018 Class 802. Ausnahme ist die Zweigstrecke
Reading–Plymouth, die bis Newbury elektrifiziert wurde.
Die Strecke ist auf einem Teilabschnitt von Paddington zum Flughafen London-Heathrow seit 2020 als eine der ersten in Großbritannien mit ETCS Level 2 ausgerüstet. Dabei ist eine Modernisierung des bestehenden Lichtsignalsystems vorgesehen, das anschließend von ETCS überlagert wird. Für den Betrieb auf der Strecke sollen etwa 1800 Fahrzeuge mit ETCS ausgerüstet werden.